# Microdonzia
La microdonzia (in greco antico: μικρός mikros "piccolo" e ὀδούς odons "dente") è una condizione nella quale alcuni o tutti i denti risultano più piccoli del normale in relazione alle dimensioni di mascella e mandibola. Talvolta la microdonzia è accompagnata da alterazioni nella morfologia del dente.

## Epidemiologia
La incidenza come inferiore all'1% nei denti da latte e di circa il 2,5% nella dentatura permanente. L'anomalia riguarda più comunemente gli incisivi esterni superiori e i denti del giudizio. Il sesso femminile è più spesso colpito.

## Classificazione
A seconda del numero di denti che presentano l'anomalia, la microdonzia è classificabile come:
- Microdonzia vera generalizzata: tutti i denti sono anormalmente piccoli. Si verifica molto raramente ed è in genere dovuta alla carenza di ormone della crescita.
- Microdonzia generalizzata relativa (pseudomicrodonzia): qui i denti sono di dimensioni normali, ma la mascella è troppo grande in rapporto alla costituzione dell'individuo.
- Microdonzia focale: i denti sottodimensionati sono solo alcuni (può anche trattarsi di un dente solo): è nettamente la forma più comune di microdonzia ed è spesso associata all'ipodonzia.

## Eziologia
Le cause della microdonzia sono svariate:
- Chemioterapia
- Displasia ectodermica e displasia cranioectodermica
- Cheiloschisi
- Radioterapia durante l'odontogenesi
- Carenza di ormone della crescita

## Patologie associate
La microdonzia, quando non idiopatica, può rappresentare un segno clinico di svariate sindromi:
- Sindrome ADULT
- Amelogenesi imperfetta
- Incontinentia pigmenti
- Sindrome di Coffin-Siris
- Sindrome EEC
- Sindrome di Down
- Sindrome di Gorlin-Goltz
- Sindrome di Gorlin-Chaudhry-Moss
- Sindrome di Johanson-Blizzard
- Displasia cranioectodermica
- Displasia oculodentodigitale
- Sindrome di Rieger
- Sindrome di Salamon
- Sindrome di Silver-Russell
- Sindrome di Williams-Beuren